# Oscarverleihung 1945
Übersicht aller ausgezeichneten Filme

◄◄ | ◄ | 1941 | 1942 | 1943 | 1944 | Oscarverleihung 1945 | 1946 | 1947 | 1948 | 1949 | ► | ►►

Weitere Ereignisse
Die Oscarverleihung 1945 fand am 15. März 1945 in Grauman’s Chinese Theatre in Los Angeles statt. Es waren die 17th Annual Academy Awards. Im Jahr der Auszeichnung werden immer Filme des vergangenen Jahres ausgezeichnet, in diesem Fall also die Filme des Jahres 1944.
| Film                           | N  | A |
| ------------------------------ | -- | - |
| Der Weg zum Glück              | 10 | 7 |
| Wilson                         | 10 | 5 |
| Als du Abschied nahmst         | 9  | 1 |
| Frau ohne Gewissen             | 7  | 0 |
| Das Haus der Lady Alquist      | 7  | 2 |
| Es tanzt die Göttin            | 5  | 1 |
| Laura                          | 5  | 1 |
| Kismet                         | 4  | 0 |
| Meet Me in St. Louis           | 4  | 0 |
| None But the Lonely Heart      | 4  | 1 |
| Die Abenteuer Mark Twains      | 3  | 0 |
| Brasilianische Serenade        | 3  | 0 |
| Hollywood-Kantine              | 3  | 0 |
| Das Rettungsboot               | 3  | 0 |
| So ein Papa                    | 3  | 0 |
| Die Träume einer Frau          | 3  | 0 |
| Address Unknown                | 2  | 0 |
| Belita tanzt                   | 2  | 0 |
| Drachensaat                    | 2  | 0 |
| Dreißig Sekunden über Tokio    | 2  | 1 |
| Es geschah morgen              | 2  | 0 |
| Higher and Higher              | 2  | 0 |
| Das Korsarenschiff             | 2  | 0 |
| Das Leben der Mrs. Skeffington | 2  | 0 |
| Minstrel Man                   | 2  | 0 |
| Song of the Open Road          | 2  | 0 |
| Tagebuch einer Frau            | 2  | 0 |
| Up in Arms                     | 2  | 0 |
| Voice in the Wind              | 2  | 0 |

## Moderation
John Cromwell und Bob Hope

## Gewinner und Nominierungen

### Bester Film
präsentiert von Hal B. Wallis
Der Weg zum Glück (Going My Way) – Leo McCarey
Als du Abschied nahmst (Since You Went Away) – David O. Selznick
Frau ohne Gewissen (Double Indemnity) – Joseph Sistrom
Das Haus der Lady Alquist (Gaslight) – Arthur Hornblow junior
Wilson – Darryl F. Zanuck

### Beste Regie
präsentiert von Mervyn LeRoy
Leo McCarey – Der Weg zum Glück (Going My Way)
Alfred Hitchcock – Das Rettungsboot (Lifeboat)
Henry King – Wilson
Otto Preminger – Laura
Billy Wilder – Frau ohne Gewissen (Double Indemnity)

### Bester Hauptdarsteller
präsentiert von Barry Fitzgerald
Bing Crosby – Der Weg zum Glück (Going My Way)
Charles Boyer – Das Haus der Lady Alquist (Gaslight)
Barry Fitzgerald – Der Weg zum Glück (Going My Way)
Cary Grant – None But the Lonely Heart
Alexander Knox – Wilson

### Beste Hauptdarstellerin
präsentiert von Jennifer Jones
Ingrid Bergman – Das Haus der Lady Alquist (Gaslight)
Claudette Colbert – Als du Abschied nahmst (Since You Went Away)
Bette Davis – Das Leben der Mrs. Skeffington (Mr. Skeffington)
Greer Garson – Tagebuch einer Frau (Mrs. Parkington)
Barbara Stanwyck – Frau ohne Gewissen (Double Indemnity)

### Bester Nebendarsteller
präsentiert von Charles Coburn
Barry Fitzgerald – Der Weg zum Glück (Going My Way)
Hume Cronyn – Das siebte Kreuz (The Seventh Cross)
Claude Rains – Das Leben der Mrs. Skeffington (Mr. Skeffington)
Clifton Webb – Laura
Monty Woolley – Als du Abschied nahmst (Since You Went Away)

### Beste Nebendarstellerin
präsentiert von Teresa Wright
Ethel Barrymore – None But the Lonely Heart
Jennifer Jones – Als du Abschied nahmst (Since You Went Away)
Angela Lansbury – Das Haus der Lady Alquist (Gaslight)
Aline MacMahon – Drachensaat (Dragon Seed)
Agnes Moorehead – Tagebuch einer Frau (Mrs. Parkington)

### Bestes Originaldrehbuch
präsentiert von Hugo Butler
Lamar Trotti – Wilson (Wilson)
Jerome Cady – Mission im Pazifik (Wing and a Prayer)
Richard Connell, Gladys Lehman – Mein Schatz ist ein Matrose (Two Girls and a Sailor)
Preston Sturges – Heil dem siegreichen Helden (Hail the Conquering Hero)
Preston Sturges – Sensation in Morgan’s Creek (The Miracle of Morgan’s Creek)

### Bestes adaptiertes Drehbuch
präsentiert von Hugo Butler
Frank Butler, Frank Cavett – Der Weg zum Glück (Going My Way)
John L. Balderston, Walter Reisch, John Van Druten – Das Haus der Lady Alquist (Gaslight)
Irving Brecher, Fred F. Finklehoffe – Meet Me in St. Louis
Raymond Chandler, Billy Wilder – Frau ohne Gewissen (Double Indemnity)
Jay Dratler, Samuel Hoffenstein, Elizabeth Reinhardt – Laura

### Beste Originalgeschichte
präsentiert von Hugo Butler
Leo McCarey – Der Weg zum Glück (Going My Way)
David Boehm, Chandler Sprague – Kampf in den Wolken (A Guy Named Joe)
Edward Doherty, Jules Schermer – Fünf Helden (The Sullivans)
Alfred Neumann, Josef Than – None Shall Escape
John Steinbeck – Das Rettungsboot (Lifeboat)

### Beste Kamera (Schwarzweißfilm)
präsentiert von Bob Hope
Joseph LaShelle – Laura
Stanley Cortez, Lee Garmes – Als du Abschied nahmst (Since You Went Away)
George J. Folsey – Die weißen Klippen (The White Cliffs of Dover)
Charles Lang – Der unheimliche Gast (The Uninvited)
Lionel Lindon – Der Weg zum Glück (Going My Way)
Glen MacWilliams – Das Rettungsboot (Lifeboat)
Harold Rosson, Robert Surtees – Dreißig Sekunden über Tokio (Thirty Seconds Over Tokyo)
Joseph Ruttenberg – Das Haus der Lady Alquist (Gaslight)
John F. Seitz – Frau ohne Gewissen (Double Indemnity)
Sidney Wagner – Drachensaat (Dragon Seed)

### Beste Kamera (Farbfilm)
präsentiert von Bob Hope
Leon Shamroy – Wilson
Edward Cronjager – Zu Hause in Indiana (Home in Indiana)
Allen M. Davey, Rudolph Maté – Es tanzt die Göttin (Cover Girl)
George J. Folsey – Meet Me in St. Louis
Ray Rennahan – Die Träume einer Frau (Lady in the Dark)
Charles Rosher – Kismet

### Bestes Szenenbild (Schwarzweißfilm)
präsentiert von John Cromwell
William Ferrari, Cedric Gibbons, Paul Huldschinsky, Edwin B. Willis – Das Haus der Lady Alquist (Gaslight)
Lionel Banks, Walter Holscher, Joseph Kish – Address Unknown
Claude E. Carpenter, Carroll Clark, Albert S. D’Agostino, Darrell Silvera – Step Lively
Sam Comer, Hans Dreier, Robert Usher – Keine Zeit für Liebe (No Time for Love)
Perry Ferguson, Julia Heron – So ein Papa (Casanova Brown)
Leland Fuller, Thomas Little, Lyle R. Wheeler – Laura
Victor A. Gangelin, Mark-Lee Kirk – Als du Abschied nahmst (Since You Went Away)
John Hughes, Fred M. MacLean – Die Abenteuer Mark Twains (The Adventures of Mark Twain)

### Bestes Szenenbild (Farbfilm)
präsentiert von John Cromwell
Wiard Ihnen, Thomas Little – Wilson
Fay Babcock, Lionel Banks, Cary Odell – Es tanzt die Göttin (Cover Girl)
Howard Bristol, Ernst Fegté – Das Korsarenschiff (The Princess and the Pirate)
Daniel B. Cathcart, Cedric Gibbons, Richard Pefferle, Edwin B. Willis – Kismet
Hans Dreier, Ray Moyer, Raoul Pene Du Bois – Die Träume einer Frau (Lady in the Dark)
Russell A. Gausman, Alexander Golitzen, John B. Goodman, Ira Webb – The Climax
Jack McConaghy, Charles Novi – Liebeslied der Wüste (The Desert Song)

### Beste Filmmusik (Drama/Komödie)
präsentiert von Bob Hope
Max Steiner – Als du Abschied nahmst (Since You Went Away)
Constantin Bakaleinikoff, Hanns Eisler – None But the Lonely Heart
Karl Hajos – Sommerstürme (Summer Storm)
William Franke Harling – Three Russian Girls
Arthur Lange – So ein Papa (Casanova Brown)
Michel Michelet – Voice in the Wind
Michel Michelet, Edward Paul – The Hairy Ape
Alfred Newman – Wilson
Edward Paul – Up in Mabel’s Room
Freddie Rich – Jack London
David Rose – Das Korsarenschiff (The Princess and the Pirate)
Miklós Rózsa – Eine Frau für den Marshall (The Woman of the Town)
Miklós Rózsa – Frau ohne Gewissen (Double Indemnity)
Hans J. Salter – Weihnachtsurlaub (Christmas Holiday)
Walter Scharf, Roy Webb – Alarm im Pazifik (The Fighting Seabees)
Max Steiner – Die Abenteuer Mark Twains (The Adventures of Mark Twain)
Morris Stoloff, Ernst Toch – Address Unknown
Robert Stolz – Es geschah morgen (It Happened Tomorrow)
Herbert Stothart – Kismet
Dimitri Tiomkin – The Bridge of San Luis Rey

### Beste Filmmusik (Musikfilm)
präsentiert von Bob Hope
Carmen Dragon, Morris Stoloff – Es tanzt die Göttin (Cover Girl)
Constantin Bakaleinikoff – Higher and Higher
Robert Emmett Dolan – Die Träume einer Frau (Lady in the Dark)
Leo Erdody, Ferde Grofé – Minstrel Man
Louis Forbes, Ray Heindorf – Up in Arms
Ray Heindorf – Hollywood-Kantine (Hollywood Canteen)
Werner R. Heymann, Kurt Weill – Knickerbocker Holiday
Edward J. Kay – Belita tanzt (Lady, Let’s Dance)
Mahlon Merrick – Sensationen für Millionen (Sensations of 1945)
Alfred Newman – Irish Eyes Are Smiling
Charles Previn – Song of the Open Road
Hans J. Salter – The Merry Monahans
Walter Scharf – Brasilianische Serenade (Brazil)
George E. Stoll – Meet Me in St. Louis

### Bester Ton
präsentiert von John Cromwell
Edmund H. Hansen – Wilson
Daniel J. Bloomberg – Brasilianische Serenade (Brazil)
Bernard B. Brown – Die Stubenfee (His Butler’s Sister)
Mac Dalgleish – Voice in the Wind
Stephen Dunn – Music in Manhattan
Nathan Levinson – Hollywood-Kantine (Hollywood Canteen)
John P. Livadary – Es tanzt die Göttin (Cover Girl)
Thomas T. Moulton – So ein Papa (Casanova Brown)
Loren L. Ryder – Frau ohne Gewissen (Double Indemnity)
Douglas Shearer – Kismet
Jack Whitney – Es geschah morgen (It Happened Tomorrow)

### Bester Song
präsentiert von Bob Hope
„Swinging on a Star“ aus Der Weg zum Glück (Going My Way) – Johnny Burke, Jimmy Van Heusen
„I Couldn’t Sleep a Wink Last Night“ aus Higher and Higher – Harold Adamson, Jimmy McHugh
„I’ll Walk Alone“ aus Follow the Boys – Sammy Cahn, Jule Styne
„I’m Making Believe“ aus Sweet and Low-Down – Mack Gordon, James V. Monaco
„Long Ago (and Far Away)“ aus Es tanzt die Göttin (Cover Girl) – Ira Gershwin, Jerome Kern
„Now I Know“ aus Up in Arms – Harold Arlen, Ted Koehler
„Remember Me to Carolina“ aus Minstrel Man – Harry Revel, Paul Francis Webster
„Rio de Janeiro“ aus Brasilianische Serenade (Brazil) – Ary Barroso, Ned Washington
„Silver Shadows and Golden Dreams“ aus Belita tanzt (Lady, Let’s Dance) – Charles Newman, Lew Pollack
„Sweet Dreams, Sweetheart“ aus Hollywood-Kantine (Hollywood Canteen) – Maurice K. Jerome, Ted Koehler
„Too Much in Love“ aus Song of the Open Road – Kim Gannon, Walter Kent
„The Trolley Song“ aus Meet Me in St. Louis – Ralph Blane, Hugh Martin

### Bester Schnitt
präsentiert von John Cromwell
Barbara McLean – Wilson
Roland Gross – None But the Lonely Heart
Hal C. Kern, James E. Newcom – Als du Abschied nahmst (Since You Went Away)
Owen Marks – Janie
LeRoy Stone – Der Weg zum Glück (Going My Way)

### Beste visuelle Effekte
präsentiert von John Cromwell
A. Arnold Gillespie, Donald Jahraus, Warren Newcombe, Douglas Shearer – Dreißig Sekunden über Tokio (Thirty Seconds Over Tokyo)
David Allen, Ray Cory, Harry Kusnick, Russell Malmgren, Robert Wright – Secret Command
Jack Cosgrove, Arthur Johns – Als du Abschied nahmst (Since You Went Away)
John Crouse, Paul Detlefsen, Nathan Levinson – Die Abenteuer Mark Twains (The Adventures of Mark Twain)
George Dutton, Farciot Edouart, Gordon Jennings – Dr. Wassells Flucht aus Java (The Story of Dr. Wassell)
Roy Granville, James G. Stewart, Vernon L. Walker – Days of Glory
Roger Heman senior, Fred Sersen – Wilson

### Bester Kurzfilm (1 Filmrolle)
präsentiert von John Cromwell
Who’s Who in Animal Land – Jerry Fairbanks
Screen Snapshots’ 50th Anniversary of Motion Pictures – Ralph Staub
Blue Grass Gentlemen – Edmund Reek
Jammin’ the Blues – Gordon Hollingshead
Movie Pests – Pete Smith

### Bester Kurzfilm (2 Filmrollen)
präsentiert von John Cromwell
I Won’t Play! – Gordon Hollingshead
Bombalera – Louis Harris
Main Street Today – Jerry Bresler

### Bester animierter Kurzfilm
präsentiert von Mervyn LeRoy
Tom bildet sich (Mouse Trouble) – Fred Quimby
And to Think I Saw It on Mulberry Street – George Pal
Dog, Cat, and Canary – Columbia Pictures
Gebackener Fisch (Fish Fry) – Walter Lantz
My Boy Johnny – Paul Terry
Schweinchen Dick legt ein Ei (Swooner Crooner) – Warner Bros.
Wie man Football spielt (How to Play Football) – Walt Disney

### Bester Dokumentarfilm (Kurzfilm)
präsentiert von John Cromwell
With the Marines at Tarawa – U.S. Marine Corps
Hymn of the Nations – Office of War Information
New Americans – RKO Radio

### Bester Dokumentarfilm
präsentiert von John Cromwell
The Fighting Lady – 20th Century Fox, U.S. Navy
Resisting Enemy Interrogation – United States Air Force

## Ehrenpreise

### Ehrenoscar
präsentiert von Walter Wanger
Bob Hope

### Irving G. Thalberg Memorial Award
präsentiert von Norma Shearer
Darryl F. Zanuck

### Juvenile Award
Margaret O’Brien

### Scientific and Engineering Award
präsentiert von John Cromwell
Stephen Dunn

### Technical Achievement Award
präsentiert von John Cromwell
Daniel J. Bloomberg
Bernard B. Brown, John P. Livadary
Russ Brown, Ray Hinsdale, Joseph E. Robbins
Linwood G. Dunn, Cecil Love
Gordon Jennings
Grover Laube
Paul K. Lerpae
Paul Zeff, S. J. Twining, George Seid